# Вітер, що гойдає ячмінь
‎«Ві́тер, що гойда́є ячмі́нь» (англ. The Wind That Shakes the Barley) — дослівний переклад назви фільму ірландського виробництва британського режисера Кена Лоуча, що отримав «Золоту пальмову гілку» на Каннському кінофестивалі, в українському прокаті вийшов під назвою «Вітер, що гойдає верес».

## Сюжет
Ірландія, 1920 рік. Країна бореться проти своїх загарбників — англійців і прагне здобути незалежність від Великої Британії й повернути свою історичну територію — Північну Ірландію. Це історія двох братів Дем'єна і Тедді О'Донованів у роки громадянської війни в Ірландії.
Історія починається з того, що група юнаків грає в «хокей на траві». Дем'єн незабаром має поїхати в Лондон, щоб працювати там лікарем в одній із лікарень. Він навіть не думає про боротьбу проти англійців. Друзі трохи глузують із цього, проте все ж пишаються ним.
Того ж дня англійські солдати нападають на їх селище з обшуками і змушують всіх чоловіків вишикуватись біля стіни і наказують кожному назвати своє ім'я і рід занять. Один з юнаків на ім'я Міга́л відмовляється називати своє ім'я англійською — «Майкл» і чинить спротив, коли його змушують роздягтись. Незабаром спалахує сварка між ним і одним із солдатів. Міга́л кидається в бійку, щоб захистити матір. Солдати хапають його і відводять до сараю де, зв'язавши, забивають до смерті.
Коли Дем'єн вже мав їхати до Лондона, на вокзалі він стає свідком побиття своїх співвітчизників англійськими солдатами — машиніста і провідника поїзду, які згідно із забороною відмовлялися перевозити озброєних солдатів. Усі ці події змусили його вступити в партизанське угрупування, в якому вже перебуває його брат Тедді.
Дем'єн присягається перед партизанами боротись за свободу Ірландії. Партизани навчаються стріляти зі зброї і проводять бойові навчання. Вони вчиняють декілька нападів на англійців і англійських солдатів, щоб відібрати якнайбільше зброї. Одного з учасників партизанського руху на ім'я Рорі допитують і дізнаються від нього про учасників і час, коли має відбутися наступний напад. Солдати хапають партизан і кидають усіх до в'язниці. Там Тедді зазнає катувань від солдатів.
Дем'єн намагається домогтись того, щоб його оголосили політув'язненим, та марно. У в'язниці він зустрічає того машиніста, якого побили солдати. Партизанам із в'язниці допомагає втекти один із солдатів, якого змушували вбити Дем'єна, щоб залякати останнього. Згодом партизанське угрупування бере в полон сержанта, командира англійських солдатів — його мають стратити. Його страчують разом із Рорі, оскільки він, хоч і не з власної волі, але все ж зрадив їх. Дем'єн попри свої почуття забажав виконати страту власноруч, адже він виріс разом із Рорі.
1921 рік. Громадянська війна в Ірландії вирує все сильніше. Ірландці починають самі керувати своєю країною. Судова влада тепер належить ірландцям. Проте воєнні дії не припиняються, партизани й далі борються з англійськими солдатами.
Якось останні нападають на дім, де живе молода дівчина — Шине́йд та її родичі, і спалюють його та знущаються з Шинейд. Партизани не можуть допомогти їм, бо солдати переважають чисельністю. Але незабаром від командувача партизанів Фінва́ра стає відомо, що Англія припиняє воєнні дії, а Ірландія отримує статус домініону. Незабаром Дем'єн і Шинейд одружуються.
1922 рік. Дем'єну починає здаватися, що його брат Тедді симпатизує англійцям. Це виявляється в тому, що Тедді підтримує позицію священика, який вважає неприпустимим боротися проти Великої Британії. Згодом Тедді стає одним з офіцерів англійської армії.
Дем'єн разом з іншими партизанами не припиняють вчиняти напади на англійських солдатів. Одного разу вони нападають на воєнний корпус, Дем'єна арештовують і згідно з вироком його мають розстріляти. Тедді вмовляє брата повідомити, де партизани ховають зброю, але той відмовляється. Дем'єна розстрілюють біля стовпа за командою Тедді. Пізніше він сам повідомляє Шинейд про страту власного брата. Та силою проганяє Тедді геть.

## Назва фільму
На похоронах Мігала Бернадет співає пісню про ячмінь: ячмінні колоси — це народ, а вітер — це зміни, період неспокою в житті народу. Але як вітер не може похилити всі колоси ячменю, так не можна й зламати волю народу.

## Виконавці ролей
| Виконавці        | Ролі             |
| ---------------- | ---------------- |
| Кілліан Мерфі    | Де́м'єн О'Донован |
| Патрік Делані    | Тедді            |
| Ліам Каннінгем   | Ден              |
| Орла Фіцджеральд | Шине́йд           |
| Мері Мерфі       | Бернадет         |
| Мері О'Ріордан   | Пеґґі            |
| Лоуренс Баррі    | Міга́л            |
| Дем'єн Кірні     | Фінва́р           |
| Майлз Хорган     | Рорі             |
| Вільям Руан      | Джонні Ґоґан     |

## Нагороди
- 2006 — Каннський кінофестиваль
  -  Золота пальмова гілка — Кен Лоуч

## Номінації
- 2007 — Премія «Гойя»
  - Найкращий європейський фільм — Кен Лоуч